# ルブラン法
ルブラン法（ルブランほう）とは、18世紀末に初めて確立された炭酸ナトリウムの工業的製造法。19世紀の中頃までの間、盛んに用いられた方法である。フランスの化学者ニコラ・ルブランが考案したのでこの名がある。

## 背景
ひとくくりに「アルカリ」という言葉で呼ばれるソーダ灰（炭酸ナトリウム）と炭酸カリウムは、ガラス、織物、石けんおよび製紙業において非常に重要な化学物質である。西ヨーロッパにおけるアルカリの伝統的な拠りどころは木灰から得られるPotash（粗製炭酸カリウム）であった。しかしながら1700年代までに、森林破壊はこの非効率的生産をもたらしてきたので、アルカリは輸入されなければならなかった。Potashはまだ広大な森林を保っていた北アメリカ、スカンジナビアおよびロシアから輸入された。ソーダ灰はオカヒジキと呼ばれる海岸に生える耐塩性の植物から生産されていたのでスペインやカナリア諸島から輸入されるか、あるいは、乾いた湖底から鉱物性ナトロン（炭酸ナトリウム水和物）を採掘していたエジプトから輸入された。イギリスでは特に、スコットランドやアイルランドの浜辺で洗われたケルプから得られるアルカリが国内で得られる唯一の原材料であった。
1783年、フランスのルイ16世とフランス科学学士院は、海塩（塩化ナトリウム）からアルカリを作り出す方法に2400リーブルの賞金をかけた。1791年に、オルレアン家当主ルイ・フィリップ二世の主治医であったニコラ・ルブランはその方法の特許権を得た。

## 化学的作用

ルブラン法

ルブラン法は、塩化ナトリウムが一連の処理を施され、最終的に炭酸ナトリウムを生成する一連の反応であった。最初の段階で、硫酸ナトリウム（ソルトケーキと呼ばれる）を生成するために塩化ナトリウムを硫酸と混合して加熱する。この化学反応で塩化水素ガスが発生する。
{\displaystyle {\ce {2NaCl\ + H2SO4 -> Na2SO4\ + 2HCl}}}
この化学反応はスウェーデンの化学者カール・ヴィルヘルム・シェーレにより1772年に発見された。ルブランの貢献は第2段階にあり、その段階ではソルトケーキが破砕した石灰石（炭酸カルシウム）および石炭と混合され、加熱された。次の化学反応の中で、石炭（炭素）は二酸化炭素へと酸化され、硫酸塩は硫化物へと還元されて解離し、後には黒灰と呼ばれる炭酸ナトリウムと硫化カルシウムの混合物が残る。
{\displaystyle {\ce {Na2SO4\ + CaCO3\ + 2C -> Na2CO3\ + CaS\ + 2CO2}}}
炭酸ナトリウムは水に溶け、炭酸カルシウムおよび硫化カルシウムは水に溶けにくいので、ソーダ灰は黒灰を洗浄することによって分別される。その後、固体の炭酸ナトリウムを得るために洗浄水を脱水する。この方法は浸出法（溶解法）と呼ばれた。

## 工業的歴史
ルブランは1791年にルブラン法による最初の工場をパリの北に位置するサンドニに設立した。しかしながらフランス革命政府は1794年にルイ・フィリップの資産の残りとルブランの工場をひとまとめにして没収し、ルブランの企業秘密を公表した。ナポレオン1世は1801年にルブランの工場を返還したが、工場の補修と、ルブランの工場が接収されている間に設立されたその他のソーダ工場と競うための資金がなく、ルブランは1806年に自殺した。
1800年代の初期までに、フランスのソーダ灰生産量は毎年10,000-15,000トンであった。しかしながら、ルブラン法がもっとも広く普及したのはイギリスにおいてであった。イギリスにおける初めてのソーダ工場は、1807年にジョン・ロシュにより、River Tyneに設立されたが、塩産物に対するイギリスの法外な関税はルブラン法の経済性に対して大きな妨げであり、この工程は1824年まで小規模に行われ続けていたにすぎない。塩産物に対する関税の撤廃により、イギリスのソーダ工業は劇的に成長し、リヴァプールのジェームズ・マスプラットやグラスゴーの近くのチャールズ・テナントの化学工場が設立され、大きく成長した。1870年代までに、毎年200,000トンに達するイギリスのソーダ工業の生産量は、世界中の他の地域での生産量の合計を上回った。

## 環境汚染
ルブラン法の装置は明らかに環境に配慮していない。塩化ナトリウムと硫酸からソルトケーキを産み出す工程は塩化水素ガスを放出し、このガスが1800年代の初期においては工業的には使い道がなかったことから、塩化水素ガスは単純に大気中に放散されていた。これに加えて、この工程は8トンのソーダ灰ごとに7トンの硫化カルシウムの廃棄物を産み出した。この固形廃棄物はまったく経済価値を持たないので、ソーダ工場の近辺の空き地に山積みにされ、そこでは風雨にさらされて硫化カルシウムが硫化水素を放出し、腐った卵のような匂いを放つ元となった。
それらの有害な放出物のため、ルブランのソーダ工場は訴訟と法規制の標的となった。1839年のソーダ工場に対する訴訟では「それらの工場から排出されるガスは、その影響下にあるすべてを枯らすのに十分なほどの有害な性質を持っており、健康と財産を破滅させそうである。工場の付近の野原の牧草は焼け焦げ、庭園は野菜も果物も育てることができない。生い茂った木々は不快に剥き出しの枯れ木になった。家畜、家禽はうなだれて元気がなく、やせ衰えた。それは家具を変色させ、頻繁に起こることであるが、それに曝された時私たちは咳と頭痛に悩まされる。それらすべてのことはアルカリ工場が原因であると考えられる」と主張された。
1863年に、イギリスの議会は最初のいくつかのアルカリに関する法律、すなわち、初めての現代的な大気汚染に関する規制法を可決した。この法律では、アルカリ工場で生み出される塩化水素の5%以上を大気中に放出することを禁じた。この法規制に従うために、ソーダ工場は発生する塩化水素ガスを活性炭を充填した塔に通して吸着させ、別の方向に流れる水に吸収させて除去された。結果として生じた塩酸を近傍の水域に排出して魚類およびその他の水生生物を殺した。
1880年代までに、漂白剤の製造のために塩酸を塩素ガスに転換するディーコン法と硫化カルシウム廃材の再生法が発見されたが、その時までに、すでにルブラン法は時代遅れになっていた。

## ルブラン法の衰退
1861年に、ベルギーの化学者エルネスト・ソルベーは、アンモニアを用いて塩化ナトリウムと石灰石からソーダ灰を作り出すための、もっと直接的な方法を開発した。このソルベー法が作り出す唯一の不用物は塩化カルシウムのみであり、したがってルブラン法よりもより経済的で汚染の少ない方法であった。1870年代後半から、ヨーロッパ大陸のソルベー法を用いたソーダ工場はそれぞれの国の市場においてイギリスのルブラン法によるソーダ産業と激しく競争した。それに加えて1874年にイギリス・ノースウイッチの近くのウイニングトンに設立されたBrunner Mond Solvay plantは全国的に激しく競った。1900年までに、世界中のソーダ工場の90%がソルベー法により生産されるか、または北アメリカ大陸では1986年に最後のソルベー法工場が閉鎖されるきっかけとなった、1938年に発見されたトロナの採掘によっている。ルブラン法による最後のソーダ工場は1920年代の始めに閉鎖された。

### 翻訳元
- en:Leblanc process 2006年12月16日 (土) 13:21 (UTC) の版